# Patrycja Mikula
Patrycja Mikula (ur. 28 maja 1983 w Rzeszowie), znana również jako Patricia Mikula – amerykańska modelka polskiego pochodzenia.

## Kariera
W 1993 przeniosła się wraz z rodziną do Chicago. 2 kwietnia 2007 została internetową dziewczyną tygodnia amerykańskiej edycji Playboya. Te same zdjęcia były również zamieszczone pod pseudonimem Potpourri w edycji z lutego 2007. W sierpniu 2007 została internetową dziewczyną miesiąca amerykańskiej edycji Playboya. Jej zdjęcia ozdobiły także klasyczne wydanie magazynu w październiku 2007 i marcu 2008. Pozowała również do Grappling Magazine (maj 2007), MMA Sports Magazine (edycja z marca 2007), Thermolife Int Model, Hot Threads Lingerie Catalog.

## Życie osobiste
Przez około dwa lata spotykała się z byłym mistrzem wagi ciężkiej UFC, Białorusinem Andrejem Arłouskim. 17 czerwca 2010, po zaledwie siedmiu tygodniach znajomości, poślubiła polskiego piłkarza Krzysztofa Króla, którego poznała za pośrednictwem portalu społecznościowego Facebook. Ślub odbył się w Ratuszu w Chicago w Stanach Zjednoczonych. 19 marca 2011 r. na świat przyszło ich pierwsze dziecko – Cristiano.